# 小橋三四子
小橋 三四子（こはし みよこ、1883年（明治16年）7月23日 - 1922年（大正11年）5月11日）は、日本の明治期のジャーナリストである。1914（大正3）年、日本で最初の婦人面といわれる『読売新聞よみうり婦人付録』の編集主任となった。。

## 生涯
1883年（明治16年）、静岡県で小橋光次郎の次女として生まれた。5歳で上京し、東京府立第一高等女学校（現・東京都立白鷗高等学校）に入学した。1901年（明治34年）、創設されたばかりの日本女子大学校（現・日本女子大学）国文学部に第一回生として入学した。この頃キリスト教に入信した。

1904年（明治37年）、日本女子大学校を卒業した。同校の卒業生組織として桜楓会が創設され、同校初代校長の成瀬仁蔵の要請に応えて橋本八重子（柳八重子）とともに同窓会誌 『家庭週報』 『家庭』 の編集人を務めた。その後、日本YWCAの機関紙 『明治の女子』 や、キリスト教婦人雑誌 『新女界』 (編集・海老名弾正、主筆・安井てつ）の編集に参加した。

1914年（大正3年）4月、読売新聞の記者として日本初の新聞婦人欄（現在でいうくらし家庭面）である 『よみうり婦人付録』 の主任編集者となった。1915年（大正4年）11月、独立して『婦人週報』 を創刊した （1919年7月11日まで編集人）。女性に対する職業的訓練の必要性、女性の地位向上のための男性の覚醒を説いた。女性実業家・広岡浅子も執筆に協力した。また、婦人記者倶楽部づくりに奔走し、日本基督教婦人矯風会の公娼全廃運動にも参加した。1918年（大正7年）、婦人週報社より広岡浅子の自伝 『一週一信』を発行した。

1919年（大正8年）に渡米し、コロンビア大学を中心に婦人問題や新聞学などを学ぶ。1921年（大正10年）の帰国後、主婦之友社（現・主婦の友社）に入社し、『サンガー夫人会見記』を記した。1922年（大正11年）5月11日、享年38歳にて急逝した。墓所は静岡市の長源院にある。

## 関連人物
- 広岡浅子 - 明治・大正期に活躍した女性実業家。NHK連続テレビ小説『あさが来た』 のヒロインのモデル。
- 村岡花子 - 翻訳家・児童文学者。広岡浅子が御殿場・二の岡で開催した夏期勉強会にともに参加。